# Święta Katarzyna

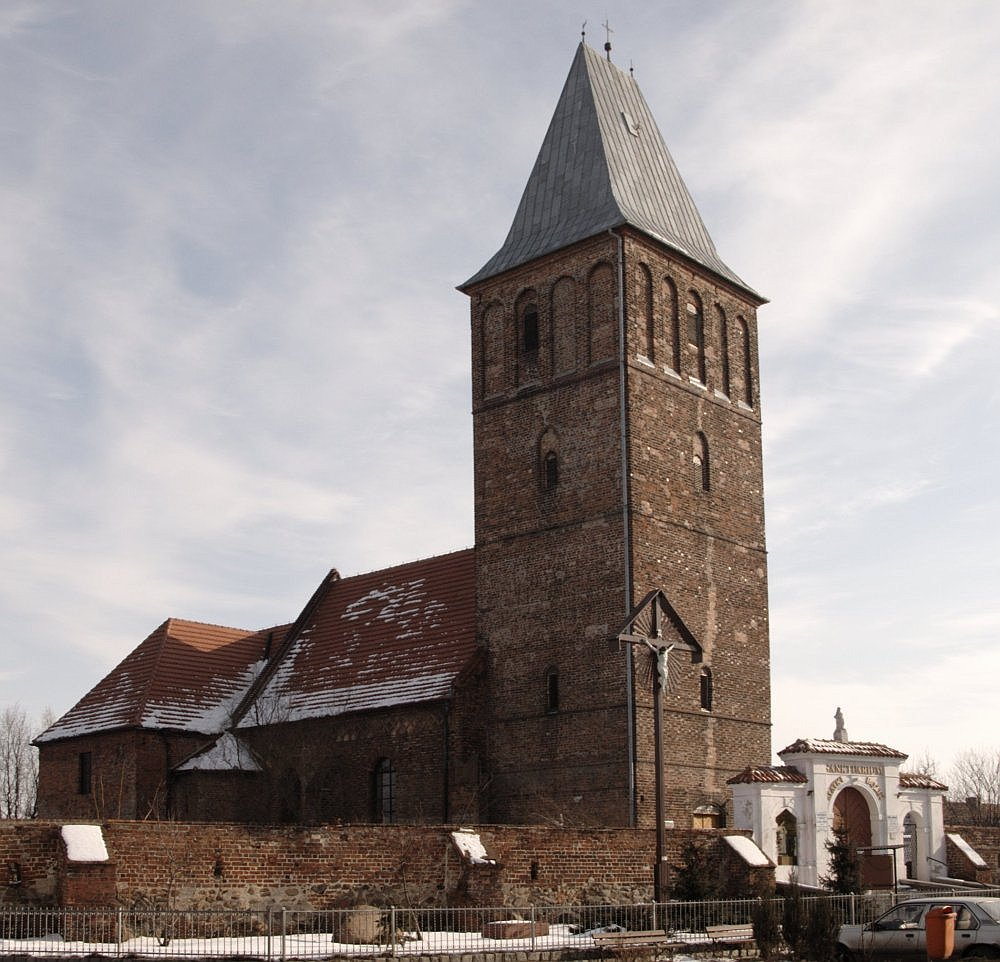

Święta Katarzyna este un oraș în Polonia.